# 대구숙천초등학교
대구숙천초등학교는 대한민국 대구광역시 동구 숙천동에 있는 공립 초등학교이다.

## 학교 연혁
- 1943년 5월 1일 경산군 안심동부공립국민학교 개교
- 1954년 12월 5일 사복동에서 교사 이전
- 1956년 10월 1일 숙천국민학교로 변경
- 1981년 7월 1일 대구직할시 편입
- 1986년 3월 12일 병설유치원 개원
- 1996년 3월 1일 대구숙천초등학교로 변경
- 1996년 12월 5일 2층(3.5실), 급식실(1.5실) 완공
- 1999년 9월 1일 대구송정초등학교 숙천분교장으로 개편
- 2000년 1월 31일 테니스장 설치
- 2000년 9월 1일 본교로 개편
- 2001년 7월 25일 교지 매입확정(1,082㎡)
- 2002년 8월 29일 유치원 및 종합교육실(5실) 증축
- 2004년 3월 19일 컴퓨터실 및 정보 자료실 확장
- 2004년 5월 4일 운동장 조례대 준공
- 2004년 10월 9일 과학실 준공
- 2005년 9월 29일 도서관 개관
- 2010년 2월 10일 제62회 졸업식(15명, 총 3032명)
- 2010년 3월 1일 혁신도시 조성으로 인한 일시 휴교
- 2016년 9월 1일 10학급으로 복교
- 2016년 9월 1일 제35대 김한룡 교장 부임
- 2017년 2월 15일 제63회 졸업식(12명, 총 3044명)
- 2017년 3월 1일 15학급 편성

## 참고 자료
- 대구숙천초등학교 - 한국교육학술정보원 학교알리미